# Roekiah
Pour la poète et romancière, voir Siti Rukiah.
Roekiah (en jawi : روكيه; prononcer Rukiah [rukiah]), née en 1917 à Bandung et morte le 2 septembre 1945, souvent créditée en tant que Miss Roekiah, est une chanteuse de keroncong et une actrice de cinéma célèbre en Indonésie. 

## Biographie

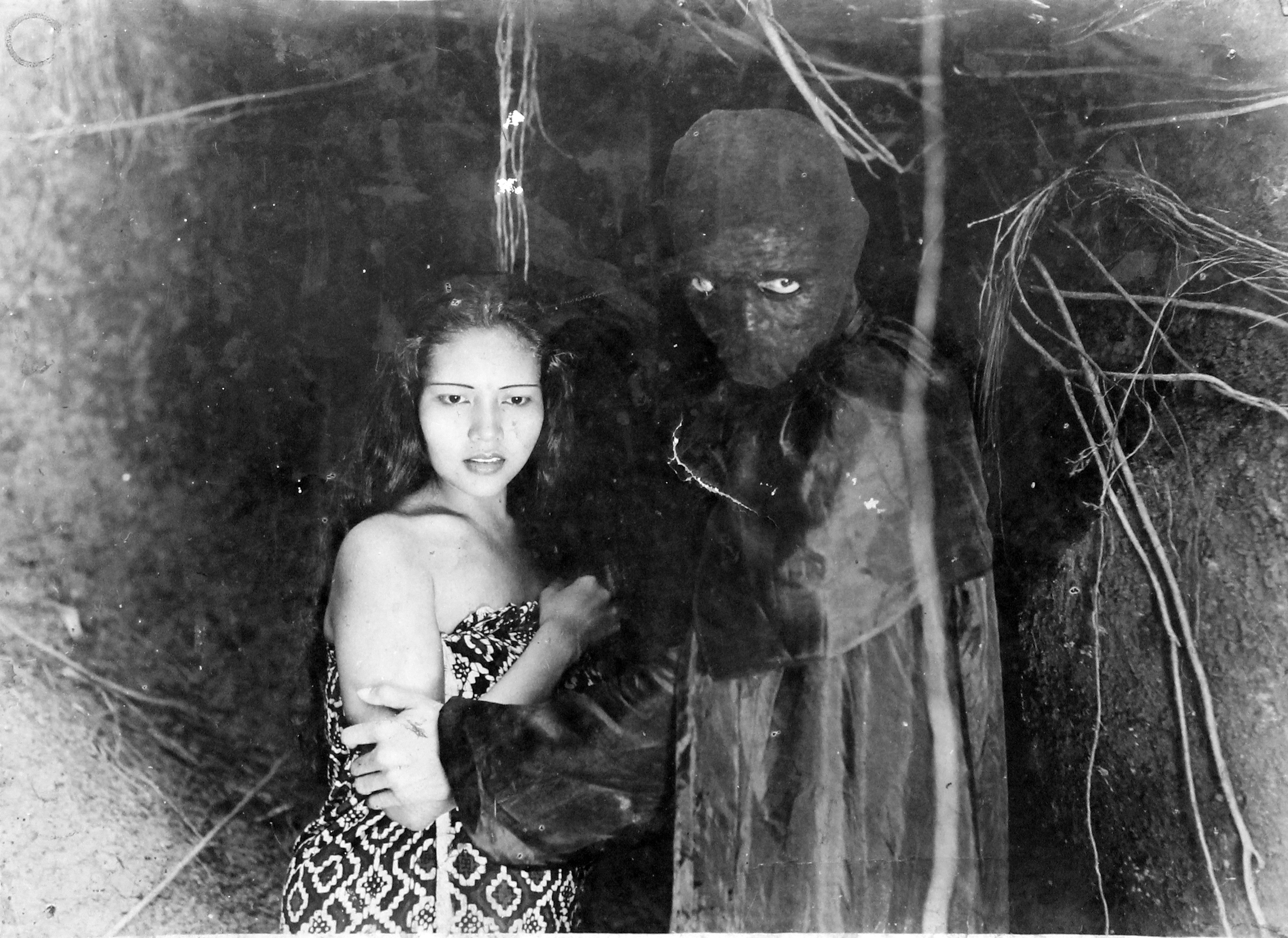
Dans Gagak Item en 1939

Fille de deux artistes de la scène, elle commence sa carrière dès l'âge de sept ans. En 1932, elle est déjà bien connue à Batavia (Jakarta), dans les Indes néerlandaises (aujourd'hui l'Indonésie), en tant que chanteuse et actrice de théâtre. Elle rencontre un acteur, clown et chanteur, Kartolo, qu'elle épouse en 1934. Les deux jouent en 1936-1937 dans le film  Terang Boelan. Roekiah et un autre acteur, Rd Mochtar, y interprètent de jeunes amants. L'accueil du public est très bon, et les deux acteurs principaux, Roekiah et Rd Mochtar, renforcent leur notoriété.
Après le succès commercial du film, Roekiah, Kartolo, et la plus grande partie de l'équipe du film signent pour participer à un autre film, qui sort en 1938, Fatima. On les retrouve encore dans deux autres succès, avant que Rd Mochtar quitte la société cinématographique en 1940. À travers ces films, Roekiah et Mochtar deviennent le premier «couple à l'écran» célèbre de la colonie. Le remplaçant de Mochtar, Rd Djoemala, joue aux côtés de Roekiah dans quatre autres réalisations, dont le succès est moindre. À la suite de l'invasion des Indes néerlandaises par les Japonais, en 1942, l'industrie du cinéma est Indes cesse son activité. Après une interruption de plusieurs années, Roekiah revient en studio, en 1944, en tenant un rôle dans un court métrage de propagande japonaise, Ke Seberang (de l'autre côté),. Cependant, une grande partie de son temps est consacré à des tournées avec une compagnie théâtrale, divertissant les troupes japonaises.
Roekiah tombe malade en février 1945, une maladie compliquée par une fausse couche. Bien qu'elle n'ait pas récupéré,  les forces japonaises insistent pour qu'elle effectue, avec, Kartolo une tournée à Surabaya, en Java oriental. À son retour à Jakarta, son état a empiré. Après plusieurs mois de traitement, elle meurt le 2 septembre 1945, quelques semaines à peine après que l'Indonésie a proclamé son indépendance. Roekiah est enterrée à Kober Hulu, Jakarta. 
Au cours de sa vie, Roekiah était une icône de la mode et de la beauté. Bien que la plupart des films dans lesquels elle est apparue sont maintenant perdus, elle a continué à être citée comme une des premières stars indonésiennes, et un article de 1969 indique que « à son époque [Roekiah] a atteint un niveau de popularité qui, pourrait-on dire, n'a pas été atteint depuis ».
Elle a eu cinq enfants avec Kartolo.

## Principaux films

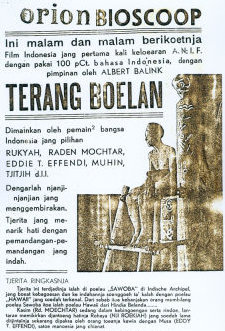
Annonce pour son premier film Terang Boelan

- Terang Boelan,1937.
- Fatima, 1938.
- Gagak Item, 1939.
- Siti Akbari,1940.
- Sorga Ka Toedjoe, 1940.
- Roekihati, 1940.
- Poesaka Terpendam, 1941.
- Koeda Sembrani, 1942.
- Ke Seberang, 1944, court-métrage.